# Хук, Эверт
Эверт Хук (англ. Evert Hoek; 23 августа 1933, Зимбабве — 6 июля 2024) — член Королевской инженерной академии, южноафриканско-канадский инженер-строитель, геотехник и эксперт по механике горных пород. Причастен к разработке комплекса программ Rocscience.

## Биография
Эверт Хук родился в 1933 году в Южной Родезии (Зимбабве). 
Начал свои исследования по механике горных пород в 1958 году с проблемы хрупкого разрушения породы в глубоких золотых рудниках Южной Африки. 
В 1965 году в Университете Кейптауна защитил диссертацию на соискание учёной степени доктора философии (PhD) (по теме разрушения горных пород в статических условиях нагружения). 
С 1965 года работал в Королевском колледже, где создал центр механики горных пород. В 1968 году разработал метод трехосных испытания образцов горных пород. 
С 1975 года и на протяжении последующих 20 лет — профессор в Университете Торонто, а затем — независимый инженер-консультант в частной проектной фирме в Ванкувере.
Первым (1991) получил премию Мюллера Международного общества механики горных пород.
В 1983 году был номинирован на Рэнкинскую лекцию (по теме «Прочность трещиноватых горных пород»), а в 2000 году — на Терцагинскую лекцию (по теме «Строительство тоннелей в нарушенных горных породах»).
Автор более 100 статей и 3 монографий.
Умер утром 6 июля 2024 года.